# La Jolie Batelière
Pour film de 1953, voir La Jolie Batelière (film, 1953).
Pour plus de détails, voir Fiche technique et Distribution.
La Jolie Batelière (The Farmer Takes a Wife) est un film américain en noir et blanc réalisé par Victor Fleming, sorti en 1935.
Un remake en couleur sera tourné en 1953, avec Betty Grable et Dale Robertson.

## Synopsis
En 1853, dans le nord de l'État de New York. Dan Harrow travaille comme conducteur de bateau à vapeur sur le canal Érié pour le compte de Samson Weaver, mais il souhaite avant tout acheter une ferme et se ranger définitivement. Cette ambition et son dégoût pour les combats, déconcertent Molly Larkins, la petite amie ainsi que la cuisinière de Jotham Klore, mais elle se prend d'affection pour lui malgré tout.
Lorsque Samson gagne cinq mille dollars à la loterie locale, il offre à Dan une demi-part de son bateau. Cela incite Dan à demander Molly en mariage, mais elle veut rester sur le canal Érié et non vivre dans une ferme car cela signifierait qu'elle irait travailler pour lui, au grand dam de Jotham. Ce dernier arrive à une grande foire en même temps que Molly et Dan. Samson prévient Dan, qui demande alors à Molly de partir pour Utica. Celle-ci a honte de lui, le prenant pour un lâche mais il lui avoue qu'il se rend en réalité à Utica pour finaliser l'achat d'une ferme. Molly est tellement dégoûtée par cette nouvelle qu'elle se dispute avec lui et il part vivre dans nouvelle ferme, laissant sa part du bateau à Molly. Il l'a prévient encore que les jours d'or et de prospérité du canal Érié sont comptés car les chemins de fer vont bientôt s'installer.
Bien qu'elle soit malheureuse, Molly refuse de l'admettre et dit à son ami Fortune Friendly qu'elle s'est peut-être habituée à l'idée d'être la femme d'un fermier, mais qu'elle ne pourra jamais épouser un lâche. Fortune décide de prendre les choses en main et va voir Dan, à qui il ment en lui disant que Molly est rejetée et insultée pour avoir travaillé pour un lâche. Dan décide de s'expliquer avec Jotham mais Molly tente alors d'empêcher le combat entre les deux sans succès. Lorsque Dan parvient à battre Jotham, Molly lui dit qu'il est le nouveau champion du Canal et qu'il devrait rester mais il finit par la laisser tomber. Il lui dit qu'il ne veut plus d'elle et rentre chez lui. Cependant, elle le suit jusque chez lui, et il l'embrasse.

## Fiche technique
- Titre français : La Jolie Batelière
- Titre original : The Farmer Takes a Wife
- Réalisation : Victor Fleming
- Scénario : Edwin J. Burke, d'après le roman de Walter D. Edmonds : Rome Haul (1929)
- Photographie : Ernest Palmer
- Montage : Harold D. Schuster
- Musique : Cyril J. Mockridge
- Producteur : Winfield R. Sheehan
- Société de production : Fox Film
- Société de distribution : 20th Century-Fox
- Pays de production :  États-Unis
- Langue originale : anglais américain
- Format : noir et blanc — 35 mm — 1,37:1 — son : mono (Western Electric Noiseless Recording)
- Genre : comédie, romance
- Durée : 91 minutes
- Dates de sortie :
  - États-Unis : 2 août 1935
  - France : 14 janvier 1936

## Distribution
- Janet Gaynor (VF : Mireille Yvon) : Molly Larkins
- Henry Fonda (VF : René Dary) : Dan Harrow
- Charles Bickford : Jotham Klore
- Slim Summerville : Fortune Friendly
- Andy Devine : Elmer Otway
- Roger Imhof : Samson 'Sam' Weaver
- Jane Withers : Della
- Margaret Hamilton : Lucy Gurget
- Sig Ruman : Blacksmith
- John Qualen : Sol Tinker
- Kitty Kelly : Ivy

Acteurs non crédités
- Erville Alderson : le père du pionnier du chariot
- Irving Bacon : Mr. Vernoy, l'homme sur le pont
- Frederick Burton : Butterfield
- Ruth Clifford : la femme du pionnier de Yorkshire
- Iron Eyes Cody : un Indien
- Max Davidson : vendeur
- Dick Foran : Walt Lansing
- George 'Gabby' Hayes : Lucas
- Esther Howard : le nouveau cuisinier de Klore
- DeWitt Jennings : Freight Agent
- J. M. Kerrigan : Angus le pionnier écossais
- Mitchell Lewis : Boatman in Office
- J. Farrell MacDonald
- Eily Malyon : la femme de Angus le pionnier écossais
- Jim Thorpe : l'Indien
- Chief Thundercloud : le chef indien
- Zeffie Tilbury : Old Townswoman
- Robert Warwick : Junius Brutus Booth